# Eddy Finé
Eddy Finé (Herbeys, 20 novembre 1997) è un ex ciclista su strada ed ex ciclocrossista francese, professionista dal 2020 al 2025.

## Palmarès

### Strada
- 2018 (Charvieu-Chavagneux IC)

1ª tappa Tour de la Mirabelle (Frouard > Frouard)
- 2019 (VC Villefranche Beaujolais)

Grand Prix du Pays de Montbéliard
3ª tappa Tour de Savoie Mont-Blanc (Bessans > Saint-Martin-de-la-Porte)
Prix de Cormoz

### Ciclocross
- 2014-2015

Campionati francesi, Prova Juniores
- 2018-2019

Coupe de France (Razès)

## Piazzamenti

### Grandi Giri
- Vuelta a España

2021: 92º

### Classiche monumento
- Parigi-Roubaix

2021: 92º
2022: 67º

### Competizioni mondiali
- Campionati del mondo su strada

Yorkshire 2019 - In linea Under-23: 91º
- Campionati del mondo di ciclocross

Tabor 2015 - Junior: 8º
Bieles 2017 - Under-23: 13º
Valkenburg 2018 - Under-23: 13º
Bogense 2019 - Under-23: 36º

### Competizioni europee
- Campionati europei di ciclocross

Pontchâteau 2016 - Under-23: 7º
Tábor 2017 - Under-23: 17º
's-Hertogenbosch 2018 - Under-23: 20º